# Anomocefal
Anomocefal (Anomocephalus africanus) – rodzaj terapsyda z grupy anomodontów.
Żył w okresie późnego permu (ok. 268–265 mln lat temu) na terenach obecnej południowej Afryki. Charakteryzował się posiadaniem dwóch górnych kołkowatych zębów. Był bazalnym przedstawicielem anomodontów.
Jego szczątki znaleziono w okolicach miasta Williston w Prowincji Przylądkowej Północnej w Południowej Afryce. Opisano jeden gatunek tego zwierzęcia – Anomocephalus africanus.